# Годишњак Градског музеја Сомбор
Годишњак Градског музеја Сомбор излази од 2007. године у издању Градског музеја у Сомбору чији је главни и одговорни уредник Бранимир Машуловић.

## Историјат
Годишњак Градског музеја Сомбор је настао као логичан след који је започело Историјско друштво Бачко-бодрошке жупаније, а касније наставило Историјско друштво Сомбор, у временском распону од 1885. до 1937. године.

### Периодичност  и ток излажења
Годишњак Градског музеја Сомбор излази годишње.

### Изглед Годишњака
Годишњак Градског музеја Сомбор је илустрован и димензија 23 cm.
Упоредни наслов на енглеском језику: The Almanac of the Town Museum of Sombor.
Текст ћириличан и латиничан. Сажеци на енглеском језику.

### Место издавања
Сомбор, од 2007. године.

### Штампарија и издавач
Издавач је Градски музеј у Сомбору. Годишњак се штампа у штампарији "Кримел" у Будисави.

## Рубрике
Годишњак Градског музеја Сомбор је зборник стручних текстова из:
- археологије,
- нумизматике,
- историје,
- етнологије и антропологије,
- историје уметности (ликовне, примењене и архитектуре),
- педагогије,
- нових уметничких медија,
- музеологије,
- музеографије и музејске документације,
- конзервације и заштите музејских предмета.

## Уредници
Главни и одговорни уредник Годишњака је Бранимир Машуловић, а уредништво су до сада потписали и Драган Радојевић, Милка Љубоја, Чедомир Јаничић, Павле Карабасил, Анђелка Путица и Зора Шипош.